# Lakeport (Teksas)
Lakeport je grad u američkoj saveznoj državi Teksas. Prema popisu stanovništva iz 2010. u njemu je živjelo 974 stanovnika.